# Красильникова, Виктория Александровна
Виктория Александровна Красильникова (род. 23 апреля 2004, Казахстан) — казахстанская спортсменка, мастер спорта по эстетической и художественной гимнастике, чемпионка мира по чирлидингу. Трёхкратная чемпионка Республики Казахстан по эстетической групповой гимнастике. Член национальной сборной Казахстана.

## Биография
Родилась 23 апреля 2004 года в Казахстане. Окончила 11 классов средней школы. В настоящее время является студенткой Казахстанско-Американского свободного университета.
С раннего возраста занимается художественной и эстетической гимнастикой. Вошла в состав национальной сборной Республики Казахстан. В 2023 году принимала участие в чемпионате мира по эстетической групповой гимнастике, проходившем в Алматы.

## Спортивная карьера
- Чемпионка мира по чирлидингу.
- Трёхкратная чемпионка Республики Казахстан по эстетической групповой гимнастике.
- Участница чемпионата мира 2023 года по эстетической групповой гимнастике (Алматы).
- Член национальной сборной Казахстана.

Согласно приказу №33 от 22 февраля 2025 года, утверждён состав национальной сборной Республики Казахстан по эстетической гимнастике, куда входит и Красильникова В. А. [^1]
В данный момент занимается тренерской деятельностью. О завершении спортивной карьеры официально не объявляла.
Модельная деятельность
Виктория также занимается модельной работой. Сотрудничает с казахстанским фотографом Екатериной Коробовой.
Приказ № 33 от 22.02.2025 г. – О составе национальной сборной РК по эстетической гимнастике. Казахстанская федерация эстетической групповой гимнастики. https://kfagg.com/public/uploads/files/%D0%9F%D1%80%D0%B8%D0%BA%D0%B0%D0%B7%2520%E2%84%96%252033%2520%D0%BE%D1%82%252022_02_2025.pdf
Официальный сайт Федерации эстетической гимнастики Казахстана https://kfagg.com/ru/
Портфолио Екатерины Коробовой https://korobovafoto.wfolio.pro/